# Larry LaLonde
Reid Laurence "Larry" LaLonde (født 12. september 1968), også kendt som Ler LaLonde, er en amerikansk musiker, der er kendt som guitarist for Primus, som han har spillet med siden 1989, og hvor han er kendt for sit eksperimenterende samspil med bassisten Les Claypool. Tidligere spillede han guitar i grupperne Possessed, Blind Illusion, No Forcefield og Frank Zappa-hyldestbandet "Caca". Han har i de senere år også samarbejdet med kunstnere som Serj Tankian og Tom Waits.